# Аркія
Аркія (рум. Archia) — село у повіті Хунедоара в Румунії. Адміністративно підпорядковане місту Дева.
Село розташоване на відстані 295 км на північний захід від Бухареста, 3 км на південь від Деви, 116 км на південний захід від Клуж-Напоки, 129 км на схід від Тімішоари.

## Населення
За даними перепису населення 2002 року у селі проживали 92 особи, з них 91 особа (98,9%) румунів. Рідною мовою 91 особа (98,9%) назвала румунську.